# Rodolfo Luchetta
Rodolfo Carmelo Francisco Luchetta (Buenos Aires, 2 de febrero de 1927-10 de abril de 2023) fue un militar argentino, perteneciente a la Armada, que alcanzó el rango de contraalmirante. Fue designado durante la dictadura autodenominada «Proceso de Reorganización Nacional» como gobernador de facto de la provincia de Santa Fe, cargo que ocupó entre marzo de 1981 y enero de 1982. Luego fue embajador en Italia de 1982 a 1983.

## Biografía
Nacido en Buenos Aires en 1927, egresó de la Escuela Naval Militar en 1945 y obtuvo un posgrado en estrategia y operaciones navales en el Colegio de Guerra Naval en Rhode Island (Estados Unidos).
En 1976, fue jefe del Comando de Operaciones Navales en la Base Naval Puerto Belgrano. Desde allí participó en el terrorismo de Estado durante el primer período de la dictadura autodenominada «Proceso de Reorganización Nacional».
En 1979, fue trasladado a la embajada argentina en Londres, ejerciendo como agregado naval. Ejerció la misma función en Países Bajos y fue brevemente subsecretario General Naval.
En marzo de 1981 fue designado gobernador de facto de la provincia de Santa Fe por el presidente de facto Roberto Viola, ocupando el cargo hasta enero de 1982. Su gabinete estuvo conformado por mayoría de civiles y tres militares, entre ellos Juan Orlando Rolón (quien fuera jefe del Área militar 212 Santa Fe) como ministro de Bienestar Social.
Tras dejar la gobernación de Santa Fe, fue propuesto como embajador argentino en el Reino Unido para reemplazar a Carlos Ortiz de Rozas (pocos meses antes de la Guerra de las Malvinas), pero el Gobierno británico se mostró disconforme y no le otorgó el plácet.
En marzo de 1982, el presidente de facto Leopoldo Galtieri lo designó embajador en Italia, presentando cartas credenciales en abril de 1982 ante el presidente Sandro Pertini. Ocupó el cargo hasta diciembre de 1983.
En 2011, el Club Atlético Colón le retiró el carnet de socio honorario, junto con los de Roberto Viola y Carlos Lacoste.
En julio de 2017, fue detenido en su domicilio (a raíz de su edad y estado de salud) por delitos de lesa humanidad, acusado por el secuestro de 25 militantes políticos (de los cuales 13 continúan desaparecidos) durante sus funciones en Puerto Belgrano.
Falleció en abril de 2023, a los 96 años.